# س. إل. ديفيد
س. إل. ديفيد (بالدنماركية: C.L. David)‏ هو محامي دنماركي، ولد في 30 يوليو 1878 في كوبنهاغن في الدنمارك، وتوفي بنفس المكان في 18 أبريل 1960.